# Movistar
Movistar es la marca principal de la multinacional española de telecomunicaciones Telefónica, en España e Hispanoamérica, para sus productos de telefonía, internet y televisión.

## Operadoras

### Europa
- Movistar España

### América
- Movistar Chile
- Movistar México
- Movistar Venezuela

Extintos
- Movistar Argentina (propiedad de Telecom Argentina)
- Movistar Costa Rica (propiedad de Liberty Latin America)
- Movistar El Salvador (propiedad de General International Telecom)
- Movistar Guatemala (propiedad de América Móvil)
- Movistar Nicaragua (propiedad de Millicom)
- Movistar Panamá (propiedad de Millicom)
- Movistar Perú (propiedad de Integra Tec, mantiene licencia de marca como Movistar)
- Movistar Colombia (en proceso de transición a nueva marca comercial, paquete accionario fue adquirido por Millicom)
- Movistar Ecuador (En proceso de transición a nueva marca comercial, adquirida por Millicom)
- Movistar Uruguay (en proceso de trancision a nueva marca comercial, adquirida por Millicom)

En el marco del proceso de Desinversion por parte de Telefonica en sus unidades hispanoamericanas, las unidades colombiana, ecuatoriana y uruguaya fueron adquiridas por Millicom international en el primer semestre del 2025, y pasarán a usar la marca Tigo, en el caso de la unidad colombiana se incorporará a Tigo-UNE, Las unidades en México y Chile ya se encuentran en proceso de venta y desincorporacion por parte del grupo
Sobre la unidad operativa en Venezuela no se tiene conocimiento sobre posible venta, al contrario de las demás unidades, esta se le realizará una inversión de 500 millones de Dólares por un periodo de 24 meses

## Plataformas de televisión

### España
- Movistar Plus+

Extintos
- Movistar TV (España)
- Movistar Plus+ Lite (OTT)

### Hispanoamérica
- Movistar TV (Latinoamérica)
  - Movistar TV (Argentina)
  - Movistar TV (Chile)
  - Movistar TV (Colombia)
  - Movistar TV (Perú)
  - Movistar TV (Venezuela)
- Movistar TV App (OTT)
- La versión satélite de Movistar TV, está disponible a su vez en los siguientes países: Bolivia, Costa Rica, Cuba, Ecuador, Guatemala, Honduras, Nicaragua, Panamá, Paraguay, Puerto Rico y República Dominicana.

## Canales de televisión

### España
- Acción por Movistar Plus+
- Cine Español por Movistar Plus+
- Clásicos por Movistar Plus+
- Comedia por Movistar Plus+
- Deportes por Movistar Plus+
- Documentales por Movistar Plus+
- Drama por Movistar Plus+
- Ellas Vamos por Movistar Plus+
- Estrenos por Movistar Plus+
- Golf por Movistar Plus+
- Hits por Movistar Plus+
- Indie por Movistar Plus+
- La resistencia 24h por Movistar Plus+
- LALIGA TV por Movistar Plus+
- Liga de Campeones por Movistar Plus+
- Movistar Plus+
- Originales por Movistar Plus+
- Vamos por Movistar Plus+

Extintos
- #0 por Movistar Plus+
- Estrenos 2 por Movistar Plus+
- Movistar CineDoc&Roll
- Movistar Deportes 2
- Movistar Disney
- Movistar eSports
- Movistar Fórmula 1
- Movistar Fútbol
- Movistar MotoGP
- Movistar Partidazo
- Música por Movistar Plus+
- Series por Movistar Plus+
- Series 2 por Movistar Plus+
- Suspense por Movistar Plus+

### Hispanoamérica
- Movistar Deportes
- Movistar Plus

Extintos
- Movistar eSports Ubeat
- Movistar Música
- Movistar Series

## Equipos deportivos
- Movistar Estudiantes, club español de baloncesto que compite en ACB.
- Movistar Inter, club español de fútbol sala que compite en LNFS.
- Movistar Riders Esports, equipo de esports español.
- Movistar Team Femenino, equipo ciclista femenino español, de categoría UCI Women's Team.
- Movistar Team, equipo ciclista español, de categoría UCI WorldTeam.

## Recintos multiusos
- Estadio Movistar, perteneciente al Club Deportivo Universidad Católica de Chile, Santiago, Chile.
- Movistar Arena, en Madrid, España.
- Movistar Arena, en Bogotá, Colombia.
- Movistar Arena, en Buenos Aires, Argentina.
- Movistar Arena, en Santiago, Chile.